# Дитяча бібліотека імені М. Островського
Центральна дитяча бібліотека імені М. Островського (біл. Дзіцячая бібліятэка імя М. Астроўскага) — дитяча бібліотека, яка входить в Централізовану систему дитячих бібліотек м. Мінська. Щорічно обслуговує понад 18 тисяч користувачів.

## Історія
Історія Центральної дитячої бібліотеки починається з 1924 року. Ця дата підтверджується документами, знайденими в Національному архіві Республіки Білорусь. Розташовувалася на вулиці Леніна. З 1936 року переїхала на вулицю Комсомольська, там зараз знаходиться клуб імені Дзержинського. У 1939 році постановою ЦВК БРСР бібліотеці присвоєно ім'я Миколи Островського. У роки Великої Вітчизняної війни бібліотека і її фонд повністю знищені.
Повоєнна діяльність бібліотеки почалася з 1946 року. Виконавчий комітет Мінського міської Ради депутатів трудящих у 1946 році ухвалив рішення № 2224 про відкриття дитячої бібліотеки і їй було виділено приміщення у вцілілому будинку № 6 по вулиці Островського (нині вулиці Раковська). У 1946 році на адресу бібліотеки прибула з Лондона бандероль, на конверті напис: «Росія, Мінськ, дитяча бібліотека імені Островського». З конверта витягли книгу Горбунова «Історія БРСР», на титульному аркуші якої стояв штамп овальної форми і на ньому напис: «Мінська дитяча бібліотека імені Островського», інв. № 12244. Як припускав перший післявоєнний директор бібліотеки Ханун Горенко, цей факт свідчить, що така бібліотека існувала в Мінську до Німецько-радянської війни, і що гітлерівці вивезли з бібліотеки багато книг у Німеччину. Напевно, ця книга була захоплена в числі інших трофеїв англійськими частинами. А після війни чесний англієць згідно штампу на книзі і відправив її за адресою.
У перші повоєнні роки колектив бібліотеки успішно займався питаннями комплектування фонду. Деяка кількість книг отримана з Державної бібліотеки БРСР, велику партію книг закупили в Ленінграді. Тільки за один рік придбали понад 10000 примірників книг, обслужили 2455 читачів: щоденна відвідуваність в читальному залі становила 120—150 дітей. Популярність бібліотеки швидко зростала. Вона стала першим у місті центром культури і відпочинку для дітей та юнацтва, активно проводилися масові заходи з пропаганди дитячої та юнацької літератури: зустрічі з білоруськими письменниками, читацькі конференції, ранки та диспути.
Майже одразу виникла задача наближення книги до місця проживання і відпочинку дітей. Був створений пересувний фонд, на базі якого формувалися пункти видачі в школах, дитячих садах, піонерських таборах, парках, кінотеатрах, на дитячій залізниці. У 1955 році фонд бібліотеки вже становив 43 тис. примірників. З великим трудом і завдяки величезним зусиллям директора Х. Горенка в 1958 році бібліотека переїхала в нове приміщення по вулиці Пашкевич, 9/2, загальною площею 320 м² з двома читальними залами і двома абонементами. У 1958 читачами бібліотеки стали 5311 дітей. У тому ж році вперше почали диференційоване обслуговування читачів. Діяльність Центральної дитячої бібліотеки стає помітною не тільки в столиці, але і в республіці. Бібліотеку відвідують американська делегація працівників культури, албанська делегація, група бібліотечних працівників Естонії і Литви, Тули і Калуги, Рязані і Смоленська, Волгограда і Кірова, Грузії та України.
У 1960 році бібліотека одна з перших в республіці організувала обслуговування читачів за допомогою відкритого доступу до книжкового фонду. Завдяки високопрофесійній діяльності та активної участі співробітників у суспільному житті в 1964 році Центральна дитяча бібліотека стала «Бібліотекою відмінної роботи».
В 1979 році створена Централізована система дитячих бібліотек м. Мінська на чолі з Центральною дитячою бібліотекою. Систему очолила систему Ліна Михайлівна Сачко — перший і єдиний бібліотекар Білорусі, нагороджений орденом Франциска Скорини. Більше 15 років тому бібліотека вперше провела Дні культури зарубіжних країн, налагодила тісні контакти з посольствами і досі здійснює різноманітні спільні проекти.

## Сучасність
У своїй структурі бібліотека має відділи: маркетингу, довідково-бібліографічний відділ, відділ комплектування, обробки і відділ автоматизації.
Є центральною бібліотекою Централізованої системи дитячих бібліотек м. Мінська для всіх дитячих бібліотек-філій
Проект 2008 року — відкриття інтерактивної виставки «Карлсон на даху» з Посольством Швеції та Шведським інститутом в Стокгольмі. Працюючи над проектом «Діти. Суспільства. Читання», в 2007 році вперше проведено фестиваль дитячого читання і театралізована хода білоруських літературних героїв по вулицях Мінська. У тому ж році організовано конкурс «Найкращі білоруські письменники очима читачів — дітей».
Бібліотека підтримує партнерські зв'язки з центром творчості дітей та молоді Московського району «Ранок», Московським відділом культури, Управлінням освіти Московського району. Також координує роботу з бібліотеками та педагогічними колективами середніх шкіл та гімназій району.
У бібліотеці створений неформальний освітній центр «Сходи», у якому робота йде по декільком напрямкам:
- Німецька мова для маленьких та допитливих «Мова „з нуля“ — весело і просто!» (раз на тиждень)
- Об'єднання «UA-off»: teach-in (диспут-семінар для підлітків раз в тиждень
- Мафія-клуб — раз в місяць
- «Бібліотеки йдуть!»: заняття з елементами тренінгу для бібліотекарів
- Дні сімейного читання (по суботах)

У 2013 році бібліотека приєдналася до «Фестивалю екскурсоводів», який проходив у Білорусі в 5 разів.
У бібліотеці існує поличка буккросингу.

## Адреса
Республіка Білорусь, м. Мінськ, проспект газети «Правда», 20